# Rotte (Nied)
Die Rotte ist ein gut 23 km langer Bach, der im  französischen Département Moselle in der Region Grand Est verläuft. Sie ist ein rechter und östlicher Zufluss der Nied Française.

## Name
Im Jahr 1018 („ad fluvium Rottena“) wurde der Bach erstmals urkundlich erwähnt. Der Name leitet sich vermutlich vom germanischen Adjektiv *rotta- „verfault“ ab.

## Geographie

### Verlauf
Die Rotte entspringt am östlichen Ortsrand von Morhange, entwässert generell in westlicher Richtung und mündet nach 23 Kilometern in der Nähe von Saint-Epvre, jedoch im Gemeindegebiet von Vatimont (Wallersberg) von rechts in die Nied Française (dt.: Französische Nied). An ihrem Oberlauf bei Harprich nimmt sie von links den kleinen Bach Betz auf, der den Étang de Mutche entwässert, an dem ein Freizeitzentrum entstanden ist. Im mittleren und unteren Abschnitt des Tales verläuft die Bahnlinie Paris-Straßburg (LGV Est européenne).

### Zuflüsse
(Reihenfolge in Fließrichtung)
- Betz (links), 4,9 km[6]
- Moulin (rechts)
- Gansbach (links), 3,3 km[7]
- Vieux Pres (links), 1,7 km[8]
- Manchebach (rechts), 4,5 km[9]
- Bouligny  (rechts), 5,1 km[10]

### Orte am Fluss
(Reihenfolge in Fließrichtung)
- Morhange (dt.: Mörchingen)
- Harprich
- Landroff (Landorf)
- Brulange (Brüllingen)
- Lesse (Lesch)